# Albert Alavedra
Albert Alavedra Jiménez (Castellbell i el Vilar, 26 febbraio 1999) è un ex calciatore spagnolo naturalizzato andorrano, di ruolo difensore.

## Carriera

### Club
Ha giocato nelle serie minori del campionato spagnolo.

### Nazionale
Nel 2020 ha esordito in nazionale.

## Statistiche

### Cronologia presenze e reti in nazionale
| Cronologia completa delle presenze e delle reti in nazionale ― Andorra | Cronologia completa delle presenze e delle reti in nazionale ― Andorra | Cronologia completa delle presenze e delle reti in nazionale ― Andorra | Cronologia completa delle presenze e delle reti in nazionale ― Andorra | Cronologia completa delle presenze e delle reti in nazionale ― Andorra | Cronologia completa delle presenze e delle reti in nazionale ― Andorra | Cronologia completa delle presenze e delle reti in nazionale ― Andorra | Cronologia completa delle presenze e delle reti in nazionale ― Andorra |
| Data                                                                   | Città                                                                  | In casa                                                                | Risultato                                                              | Ospiti                                                                 | Competizione                                                           | Reti                                                                   | Note                                                                   |
| ---------------------------------------------------------------------- | ---------------------------------------------------------------------- | ---------------------------------------------------------------------- | ---------------------------------------------------------------------- | ---------------------------------------------------------------------- | ---------------------------------------------------------------------- | ---------------------------------------------------------------------- | ---------------------------------------------------------------------- |
| 13-10-2020                                                             | Tórshavn                                                               | Fær Øer                                                                | 2 – 0                                                                  | Andorra                                                                | UEFA Nations League 2020-2021 - 1º turno                               | -                                                                      |                                                                        |
| 11-11-2020                                                             | Lisbona                                                                | Portogallo                                                             | 7 – 0                                                                  | Andorra                                                                | Amichevole                                                             | -                                                                      | 59’                                                                    |
| 14-11-2020                                                             | Ta' Qali                                                               | Malta                                                                  | 3 – 1                                                                  | Andorra                                                                | UEFA Nations League 2020-2021 - 1º turno                               | -                                                                      | 50’                                                                    |
| 25-3-2021                                                              | Andorra la Vella                                                       | Andorra                                                                | 0 – 1                                                                  | Albania                                                                | Qual. Mondiali 2022                                                    | -                                                                      | 56’                                                                    |
| 28-3-2021                                                              | Varsavia                                                               | Polonia                                                                | 3 – 0                                                                  | Andorra                                                                | Qual. Mondiali 2022                                                    | -                                                                      |                                                                        |
| 31-3-2021                                                              | Andorra la Vella                                                       | Andorra                                                                | 1 – 4                                                                  | Ungheria                                                               | Qual. Mondiali 2022                                                    | -                                                                      | 36’ 77’                                                                |
| 7-6-2021                                                               | Andorra la Vella                                                       | Andorra                                                                | 0 – 0                                                                  | Gibilterra                                                             | Amichevole                                                             | -                                                                      | 86’                                                                    |
| 2-9-2021                                                               | Andorra la Vella                                                       | Andorra                                                                | 2 – 0                                                                  | San Marino                                                             | Qual. Mondiali 2022                                                    | -                                                                      |                                                                        |
| 8-9-2021                                                               | Bucarest                                                               | Ungheria                                                               | 2 – 1                                                                  | Andorra                                                                | Qual. Mondiali 2022                                                    | -                                                                      | 87’                                                                    |
| 12-10-2021                                                             | Serravalle                                                             | San Marino                                                             | 0 – 3                                                                  | Andorra                                                                | Qual. Mondiali 2022                                                    | -                                                                      |                                                                        |
| 12-11-2021                                                             | Andorra la Vella                                                       | Andorra                                                                | 1 – 4                                                                  | Polonia                                                                | Qual. Mondiali 2022                                                    | -                                                                      |                                                                        |
| 15-11-2021                                                             | Tirana                                                                 | Albania                                                                | 1 – 0                                                                  | Andorra                                                                | Qual. Mondiali 2022                                                    | -                                                                      | 72’ 85’                                                                |
| 25-3-2022                                                              | Andorra la Vella                                                       | Andorra                                                                | 1 – 0                                                                  | Saint Kitts e Nevis                                                    | Amichevole                                                             | -                                                                      | 88’                                                                    |
| 28-3-2022                                                              | Andorra la Vella                                                       | Andorra                                                                | 1 – 0                                                                  | Grenada                                                                | Amichevole                                                             | -                                                                      |                                                                        |
| 3-6-2022                                                               | Riga                                                                   | Lettonia                                                               | 3 – 0                                                                  | Andorra                                                                | UEFA Nations League 2022-2023 - 1º turno                               | -                                                                      | 86’                                                                    |
| 6-6-2022                                                               | Andorra la Vella                                                       | Andorra                                                                | 0 – 0                                                                  | Moldavia                                                               | UEFA Nations League 2022-2023 - 1º turno                               | -                                                                      | 12’                                                                    |
| 10-6-2022                                                              | Andorra la Vella                                                       | Andorra                                                                | 2 – 1                                                                  | Liechtenstein                                                          | UEFA Nations League 2022-2023 - 1º turno                               | -                                                                      |                                                                        |
| 14-6-2022                                                              | Chișinău                                                               | Moldavia                                                               | 2 – 1                                                                  | Andorra                                                                | UEFA Nations League 2022-2023 - 1º turno                               | -                                                                      |                                                                        |
| 22-9-2022                                                              | Vaduz                                                                  | Liechtenstein                                                          | 0 – 2                                                                  | Andorra                                                                | UEFA Nations League 2022-2023 - 1º turno                               | -                                                                      |                                                                        |
| 25-9-2022                                                              | Andorra la Vella                                                       | Andorra                                                                | 1 – 1                                                                  | Lettonia                                                               | UEFA Nations League 2022-2023 - 1º turno                               | -                                                                      | 74’                                                                    |
| 16-11-2022                                                             | Malaga                                                                 | Andorra                                                                | 0 – 1                                                                  | Austria                                                                | Amichevole                                                             | -                                                                      |                                                                        |
| 19-11-2022                                                             | Gibilterra                                                             | Gibilterra                                                             | 1 – 0                                                                  | Andorra                                                                | Amichevole                                                             | -                                                                      |                                                                        |
| 25-3-2023                                                              | Andorra la Vella                                                       | Andorra                                                                | 0 – 2                                                                  | Romania                                                                | Qual. Euro 2024                                                        | -                                                                      |                                                                        |
| 28-3-2023                                                              | Pristina                                                               | Kosovo                                                                 | 1 – 1                                                                  | Andorra                                                                | Qual. Euro 2024                                                        | -                                                                      |                                                                        |
| 16-6-2023                                                              | Andorra la Vella                                                       | Andorra                                                                | 1 – 2                                                                  | Svizzera                                                               | Qual. Euro 2024                                                        | -                                                                      |                                                                        |
| 19-6-2023                                                              | Gerusalemme                                                            | Israele                                                                | 2 – 1                                                                  | Andorra                                                                | Qual. Euro 2024                                                        | -                                                                      |                                                                        |
| 9-9-2023                                                               | Andorra la Vella                                                       | Andorra                                                                | 0 – 0                                                                  | Bielorussia                                                            | Qual. Euro 2024                                                        | -                                                                      |                                                                        |
| 12-9-2023                                                              | Sion                                                                   | Svizzera                                                               | 3 – 0                                                                  | Andorra                                                                | Qual. Euro 2024                                                        | -                                                                      |                                                                        |
| Totale                                                                 |                                                                        | Presenze                                                               | 28                                                                     |                                                                        | Reti                                                                   | 0                                                                      |                                                                        |